# Plenophysa mirabilis
Plenophysa mirabilis är en svampart som beskrevs av Syd. & P. Syd. 1920. Plenophysa mirabilis ingår i släktet Plenophysa, divisionen sporsäcksvampar och riket svampar.   Inga underarter finns listade i Catalogue of Life.